# Faunis ynunnanensis
Faunis ynunnanensis är en fjärilsart som beskrevs av Brooks 1933. Faunis ynunnanensis ingår i släktet Faunis och familjen praktfjärilar. Inga underarter finns listade i Catalogue of Life.